# Georg Amberger
Georg Wilhelm Amberger (* 31. Juli 1890 in Hanau-Steinheim; † 6. Februar 1949 in Karlsruhe) war ein deutscher Leichtathlet und Olympiateilnehmer.
Amberger nahm an den Olympischen Spielen 1912 in Stockholm teil. Im Wettbewerb über 1500 Meter schied er in der Vorrunde aus. Im Mannschaftslauf über 3000 Meter scheiterte er mit seinen Teamkameraden in der ersten Runde am späteren Silbermedaillengewinner aus Schweden.
Später hat er sich auf den Mittelstreckenlauf spezialisiert. 1918 und 1920 wurde er deutscher Meister im 800-Meter-Lauf. Zusätzlich gewann er 1920 Bronze im 400-Meter-Lauf und erzielte mit 1:06,0 min einen inoffiziellen Weltrekord über die selten gelaufene Distanz von 500 Metern. 1921 wurde er mit der Mannschaft des Karlsruher FV deutscher Vizemeister im 3-mal-1000-Meter-Staffellauf, 1922 und 1923 gewann er bei den Deutschen Meisterschaften Bronze im 400-Meter-Hürdenlauf.
Bis 1919 für den Berliner Sport-Club startend kam Amberger danach als Gymnasiallehrer nach Karlsruhe, wo er zunächst noch als Aktiver das Training des Karlsruher FV leitete. Nach seiner aktiven Laufbahn wurde Georg Amberger Sportlehrer und wechselte 1923 zu der wieder gegründeten Leichtathletik-Abteilung des Karlsruher FC Phönix. Weiterhin erhielt er eine Gastprofessur an einer Hochschule in Lörrach. Von 1921 bis 1923 war er der Pressebeauftragte des Badischen Leichtathletikverbandes. Für den Verband arbeitete er zudem in weiteren Funktionen. So war er 1921 zusätzlich Geschäftsführer und 1925 der Leiter der Frauenmannschaft. 1923 verfasste er das Buch Der Lauf.